# Austrália nos Jogos Olímpicos de Verão de 1932
Austrália participou dos Jogos Olímpicos de Verão de 1932 em Los Angeles, Estados Unidos.